# Molotovův chlebník

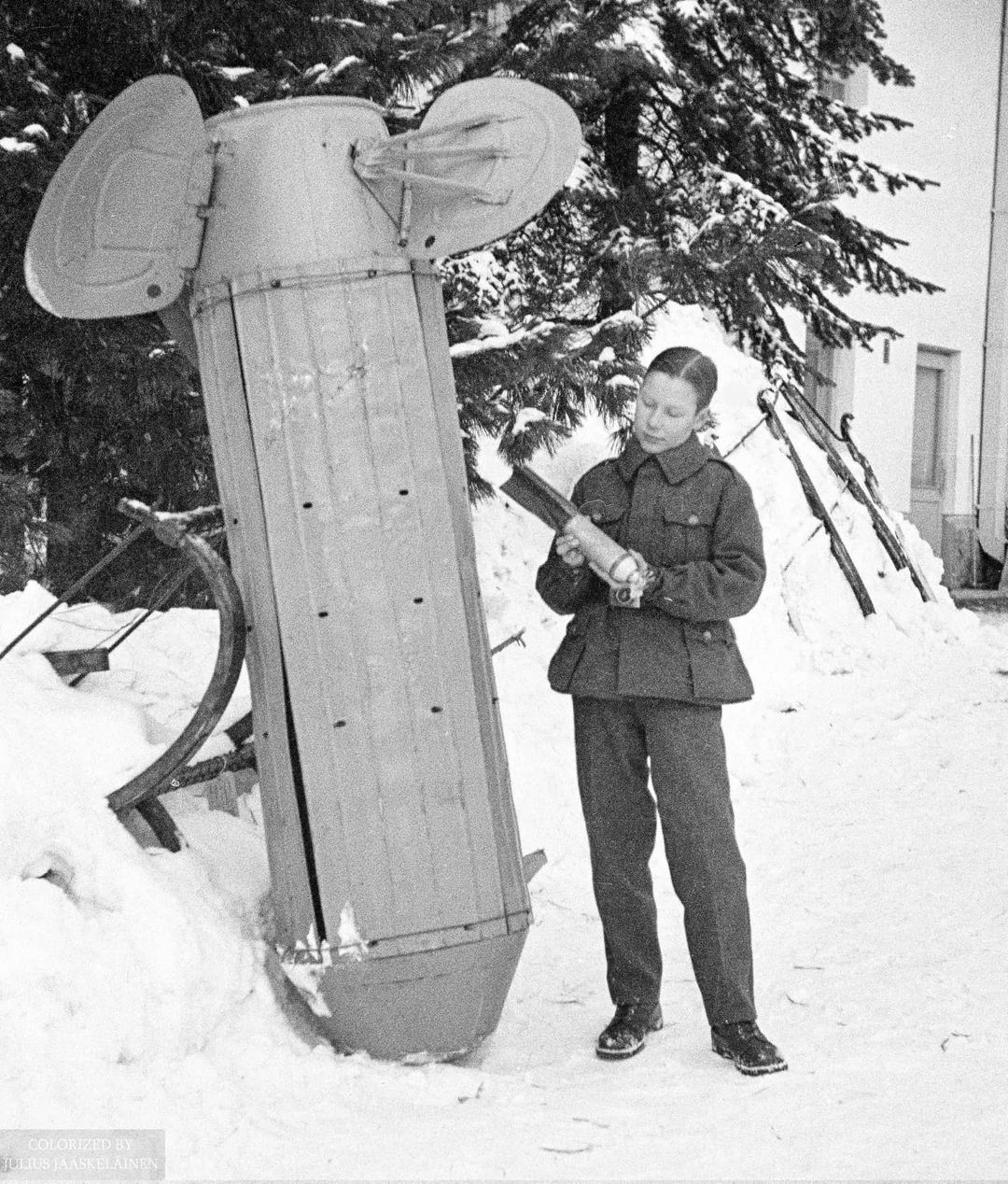
Sovětský RRAB-3 "Molotovův chlebník", který rozséval pumy.

RRAB-3 rusky ротативно-рассеивающая авиационная бомба – „rotačně-rozsévací letecká bomba“), známější pod přezdívkou Molotovův chlebník (finsky Molotovin leipäkori, byla sovětská letecká kazetová puma, která kombinovala vysoce výbušnou nálož s mnoha menšími zápalnými náložemi. Byla použita proti finským městům během zimní války v letech 1939–1940. Bomba se skládala z válce 2,25 m dlouhého a 0,9 m v průměru.
Roku 1939 sovětský ministr zahraničí Vjačeslav Molotov prohlásil, že Sovětský svaz neshazuje bomby na Finsko, ale pouze shazuje letecky potraviny hladovějícím Finům. Finové, kteří nehladověli, brzo přejmenovali sovětské RRAB-3 kazetové bomby na „Molotovovy chlebníky“. Improvizované zápalné zbraně, které pak použili proti sovětským tankům, pojmenovali na oplátku „Molotovovy koktejly“ jako „vhodný nápoj k jídlu“.
Sověti měli několik verzí: RRAB-1, RRAB-2, RRAB-3, s kapacitami na 1000, 500 a 250 kg. Každý typ mohl být opatřen různými druhy submunice, včetně vysoce výbušné, zápalné a chemické.